# Le note blu
Le note blu è un romanzo scritto nel 1958 da Brunella Gasperini.

## Trama
Renzo è un ragazzo scontroso ma sensibile, che vive in conflitto con un padre severo, che segretamente ama e stima molto, così come stima ed ama quei fratelli perfetti ai propri occhi ed ai quali vorrebbe segretamente e dolorosamente assomigliare, e con la mancanza e l'amore per quella madre, ormai morta, stata per lui unica fonte di incoraggiamento e supporto.  Quinto di sette fratelli ed una sorella, Francesca, che presto si sposerà con Massimo, ex ragazzo difficile, quasi perduto ma che si è salvato grazie all'amore pulito e paziente e forte della ragazza e che nasconde qualche segreto riguardante proprio la giovane donna di cui Renzo si innamora; si vede e si sente diverso da loro, meno intelligente, meno brillante, quello per il quale il padre non prova orgoglio. Appassionato di musica, suona la chitarra in un locale, il "Buco", ritrovo per molti giovani sballati agli occhi degli adulti ma più semplicemente "sbagliati" in cerca della propria identità, del proprio equilibrio della propria libertà, soprattutto emotiva; insieme ai suoi amici tra cui Oscar detto "il Terrone", un meridionale che si ostina a parlare il lombardo, apparentemente solo buffo e divertente, che nasconde molti problemi e soprattutto un grande cuore generoso. È al "Buco" che Renzo incontra Tannie, di cui si innamora perdutamente, mescolando in quella storia d‘ amore sbagliata e imperfettamente perfetta e travagliata, anche l'amore la stima e l'odio per quel padre e quei fratelli troppo amati e che sente troppo distanti, l'indecisione e la fragilità della propria vita contrapposte alla forza di quel primo fragile e forte amore. Tannie, fragile giovane donna tutta nocciola, una ragazza sbagliata, dal passato misterioso che nasconde dei segreti, un passato doloroso che le impedisce di essere felice nel presente, con Renzo. Stanco dell'atteggiamento del padre nei confronti dei propri fallimenti scolastici e del suo amore per la musica,  Renzo decide di andarsene di casa e si ritrova a condividere la soffitta in cui il Terrone abita in affitto. Tannie, consapevole che la storia con Renzo è la sua unica speranza di felicità, mette da parte il lato oscuro della propria esistenza, almeno in parte e per un po', per potersi godere il tempo con lui, aiutandolo, segretamente o meno, a rendersi indipendente, a vivere come vorrebbe, d'amore, per lei, e di musica. A questo scenario idilliaco e che pure cela lati oscuri e dolorosi, si aggiunge la figura a volte divertente ma soprattutto tenera e tenace di Mariolina, 18 anni ed un amore incondizionato per Renzo, da sempre. Timida, insicura, pasticciona, verrà solo sfiorata dalla storia di Renzo e Tannie ma nonostante questo, per l'empatia innata che ha col ragazzo ed a causa di quei sentimenti così puliti e forti che prova per Renzo, questa vicenda muterà in parte anche lei, facendole trovare il coraggio di essere semplicemente se stessa e di esprimere se stessa. E mentre tutto sembra fluttuare magicamente in una nebbia fatta di speranze, e di sogni, e d'amore e di fragile equilibrio tra felicità ed infelicità, la vita viene a reclamare il conto. Tannie decide che é ora, per lei, di smettere di cercare di eludere il proprio destino; decide che è tempo per Renzo di ammettere ciò di cui lei é già consapevole; ossia che Renzo non è come lei. Renzo é un ragazzo pulito, che ha un disperato bisogno della sua famiglia più di quanto abbia bisognodi lei. Si sacrifica, Tannie, rivelando a Renzo la verità sulla propria vita, sul proprio "lavoro" che le permette di mantenere se stessa ed in buona parte anche lui. Si fa odiare dal ragazzo che ama per fa sì che lui possa dimenticarla più facilmente e a tornare così a casa ed impegnarsi per diventare ciò che davvero desidera. Muore, Tannie, in quello che sembrerebbe un incidente, e sarà questo dolore che riuscirà finalmente a far sì che Renzo riesca a piangere, per la sua morte così come per quella della madre, per il rapporto tumultuoso col padre e con i fratelli, per l'affetto smisurato per Mariolina, per la sua vita. Imparerà, Renzo,  a non piangersi addosso e che anche chi non riesce ad esprimerle ne in musica ne in parole può nascondere delle note blu nella propria anima. Due mesi d'amore che gli apriranno gli occhi e le porte per una nuova vita, che saranno per Renzo la crescita e la maturazione.

## Edizioni
- Brunella Gasperini, Le note blu, collana Biblioteca Universale Rizzoli, Rizzoli, 1989, ISBN 88-17-13760-X.